# قناة ديزني (أوروبا والشرق الأوسط وإفريقيا)
قناة ديزني هي قناة رقمية أوروبية، تبثّ على الكابل والأقمار الصناعية، حيث تُدار من قبل الفرع الأوروبي لشركة والت ديزني، وتبث في البلقان واليونان والشرق الأوسط وأفريقيا.
وكانت تستخدم سابقا لتغطية البث في بولندا وتركيا مع المسارات الصوتية كل منهما حتى عام 2010 و2012 على التوالي، عندما تم إطلاق اثنين من القنوات المحلية لتلك البلدان.

## التاريخ
توقف البث عن بلاي هاوس ديزني في 1 يونيو 2011 مع إطلاق ديزني جونيور كقناة منفصلة. تم إطلاق ديزني اكس دي أيضا في عام 2011. اعتمدت المحطة شعار جديد من قناة ديزني في الولايات المتحدة، يرافقه إدخال الشعار الحالي في عام 2011. في جنوب أفريقيا، في يونيو 2014 تم تغريم مولتيشويس R5000 لعدم تقديم تحذير قبل بث إعلان عن مسلسل الدراما الخيالية دم الذئب ‏، التي تحتوي على مشاهد الرعب، على ديزني اكس دي صباح يوم 31 ديسمبر 2013.
اعتمدت القناة شعارا جديدا وخضعت لتصميم العلامة التجارية في 21 يوليو 2014.

## البرامج

### البرامج الحالية
| Title                              | Premiere date      |
| ---------------------------------- | ------------------ |
| Gravity Falls                      | October 19, 2012   |
| Dog with a Blog                    | July 13, 2013      |
| Mako Mermaids                      | February 15, 2014  |
| Liv and Maddie                     | March 8, 2014      |
| Girl Meets World                   | November 15, 2014  |
| Hank Zipzer                        | February 23, 2015  |
| The Next Step                      | July 20, 2015      |
| LoliRock                           | July 27, 2015      |
| Best Friends Whenever              | September 18, 2015 |
| I Love Violetta                    | September 25, 2015 |
| First Class Chefs                  | November 30, 2015  |
| Bunk'd                             | June 2016          |
| Stuck in the Middle                | September 2016     |
| Soy Luna                           | September 2016     |
| Elena of Avalor                    | 30 October 2016    |
| Rolling with the Ronks!            | November 7, 2016   |
| The ZhuZhus                        | March 6, 2017      |
| The Lodge (TV series)              | March 18, 2017     |
| Eco Club                           | March 8, 2017      |
| كليفورد الكلب الأحمر الكبير (2019) | December 5, 2022   |
| طريق ألما                          | December 5, 2022   |
| مولي من دينالي                     | December 5, 2022   |

### البرامج السابقة
| العنوان                | تاريخ العرض الأول            | تاريخ الانتهاء               |
| ---------------------- | ---------------------------- | ---------------------------- |
| فيوليتا                | 26 آب (أغسطس) 2013           | 8 نيسان (أبريل) 2016         |
| حظأ سعيداً تشارلي       | 2011                         | آب (أغسطس) 2014              |
| ويزردز أوف ويفرلي بليس | 22 حزيران (يونيو) 2008       | 6 حزيران (يونيو) 2012        |
| Wolfblood              | 13 تشرين الأول (أكتوبر) 2013 | 5 كانون الثاني (يناير) 2014  |
| Shake It Up            | 29 كانون الثاني (يناير) 2011 | 2 شباط (فبراير) 2014         |
| PrankStars             | 26 تشرين الأول (أكتوبر) 2011 | 16 كانون الأول (ديسمبر) 2011 |
| A.N.T. Farm            | 10 كانون الأول (ديسمبر) 2011 | 15 حزيران (يونيو) 2014       |
| I Didn't Do It         | 14 حزيران (يونيو) 2014       | نيسان (أبريل) 2016           |
| Jessie                 | 1 نيسان (أبريل) 2012         | حزيران (يونيو) 2016          |
| Austin & Ally          | 11 أيار (مايو) 2012          | أيلول (سبتمبر) 2016          |
| Binny and the Ghost    | 13 كانون الأول (ديسمبر) 2014 | 2015                         |

## الأفلام
| العنوان                                    | تاريخ أول عرض                 |
| ------------------------------------------ | ----------------------------- |
| هاي سكول ميوزيكال (فيلم)                   | 26 كانون الأول (ديسمبر) 2006  |
| هاي سكول ميوزيكال 2                        | 5 تشرين الأول (أكتوبر) 2007   |
| Princess Protection Program                | 20 حزيران (يونيو) 2009        |
| 16 Wishes                                  | 31 كانون الأول (ديسمبر) 2010  |
| Avalon High                                | 19 شباط (فبراير) 2011         |
| Lemonade Mouth                             | 21 أيار (مايو) 2011           |
| The Suite Life Movie                       | 25 حزيران (يونيو) 2011        |
| Sharpay's Fabulous Adventure               | 10 أيلول (سبتمبر) 2011        |
| My Babysitter's a Vampire                  | 8 تشرين الأول (أكتوبر)2011    |
| Phineas and Ferb: Across the 2nd Dimension | 5 تشرين الثاني (نوفمبر) 2011  |
| Good Luck Charlie, It's Christmas!         | 17 كانون الأول (ديسمبر) 2011  |
| Geek Charming                              | كانون الثاني (يناير) 28, 2012 |
| Frenemies                                  | April 28, 2012                |
| Girl vs. Monster                           | آب (أغسطس) 17, 2012           |
| Let It Shine                               | 10 تشرين الثاني (نوفمبر) 2012 |
| Radio Rebel                                | 16 حزيران (يونيو) 2013        |
| Teen Beach Movie                           | 4 آب (أغسطس) 2013             |
| Cloud 9                                    | 27 حزيران (يونيو) 2014        |
| Zapped                                     | 19 أيلول (سبتمبر) 2014        |
| Teen Beach 2                               | 26 حزيران (يونيو) 2015        |
| ديساندنتس (فيلم تلفزيوني 2015)             | 18 أيلول (سبتمبر) 2015        |
| Invisible Sister                           | 19 شباط (فبراير) 2016         |
| Adventures in Babysitting                  | 23 أيلول (سبتمبر) 2016        |